# Johann V. (Roucy)

Johanns Wappen ist aus einer Urkunde aus dem Jahr 1319 überliefert. Es wurde auch von seinen Nachkommen benutzt.

Johann V. (franz.: Jean de Pierrepont; † 26. August 1346 bei Crécy-en-Ponthieu) war Graf von Roucy, Braine und Rochefort, sowie Herr von Pierrepont aus dem Haus Pierrepont. Er war ein Sohn des Grafen Johann IV. († 1302) und der Johanna von Dreux († um 1325), 1323 Erbin von Braine und Rochefort.
Johann war 1320 als königlicher Abgesandter in Flandern tätig, um im Streit zwischen dem Grafen Robert III. von Flandern und dessen Sohn, Ludwig von Nevers, zu vermitteln.
Er war ein Angehöriger des Heeres, mit dem König Philipps VI. im Oktober 1339 nach Flandern zog, um dort König Eduard III. von England zu vertreiben. Am 22. Oktober standen sich die Heere vor Buironfosse in der Nähe von Saint-Quentin gegenüber, ohne dass es zum Kampf kam. Eduard III. zog sich am Morgen des 24. Oktober nach Brüssel zurück. Dies war die erste militärische Konfrontationen der Könige Frankreichs und Englands im Hundertjährigen Krieg. Im weiteren Verlauf des Krieges fiel Johann in der Schlacht von Crécy.
Er war verheiratet mit Marguerite de Baumetz, Erbin von Bommiers, Montfaucon-de-Poitou und Blaison. Ihre Kinder waren:
- Johann († 1326/28), 1326 Herr von Picquigny, Vidame von Amiens
- Robert II. († 1364), 1346 Graf von Roucy, Braine und Rochefort
- Simon († 1392), 1390 Graf von Roucy, Braine und Rochefort
- Hugo († 1349), 1346 Herr von Pierrepont, 1347 Vidame de Laon
- Beatrix († 1348), ⚭ mit Graf Ludwig II. von Sancerre († 1346, gefallen bei Crécy)
- Johanna († 1361), Herrin von Blason und Chimeliers-en-Anjou, ⚭ Charles de Montmorency († 1381), Marschall von Frankreich (Stammliste der Montmorency)